# Faidh El Botma
Faidh El Botma est une commune de la wilaya de Djelfa en Algérie.